# Nicanor Villalta
Nicanor Villalta y Serrés (Cretas 20 de noviembre de 1897-Madrid, 6 de enero de 1980) fue un matador de toros aragonés. Tomó la alternativa en 1922 y su carrera se extendió hasta 1943, si bien estuvo retirado de los ruedos entre 1935 y 1939. En sus primeros años, los de mayor éxito, sobre todo en los años 1920, llegó a torear más de cincuenta corridas por temporada.

## Biografía

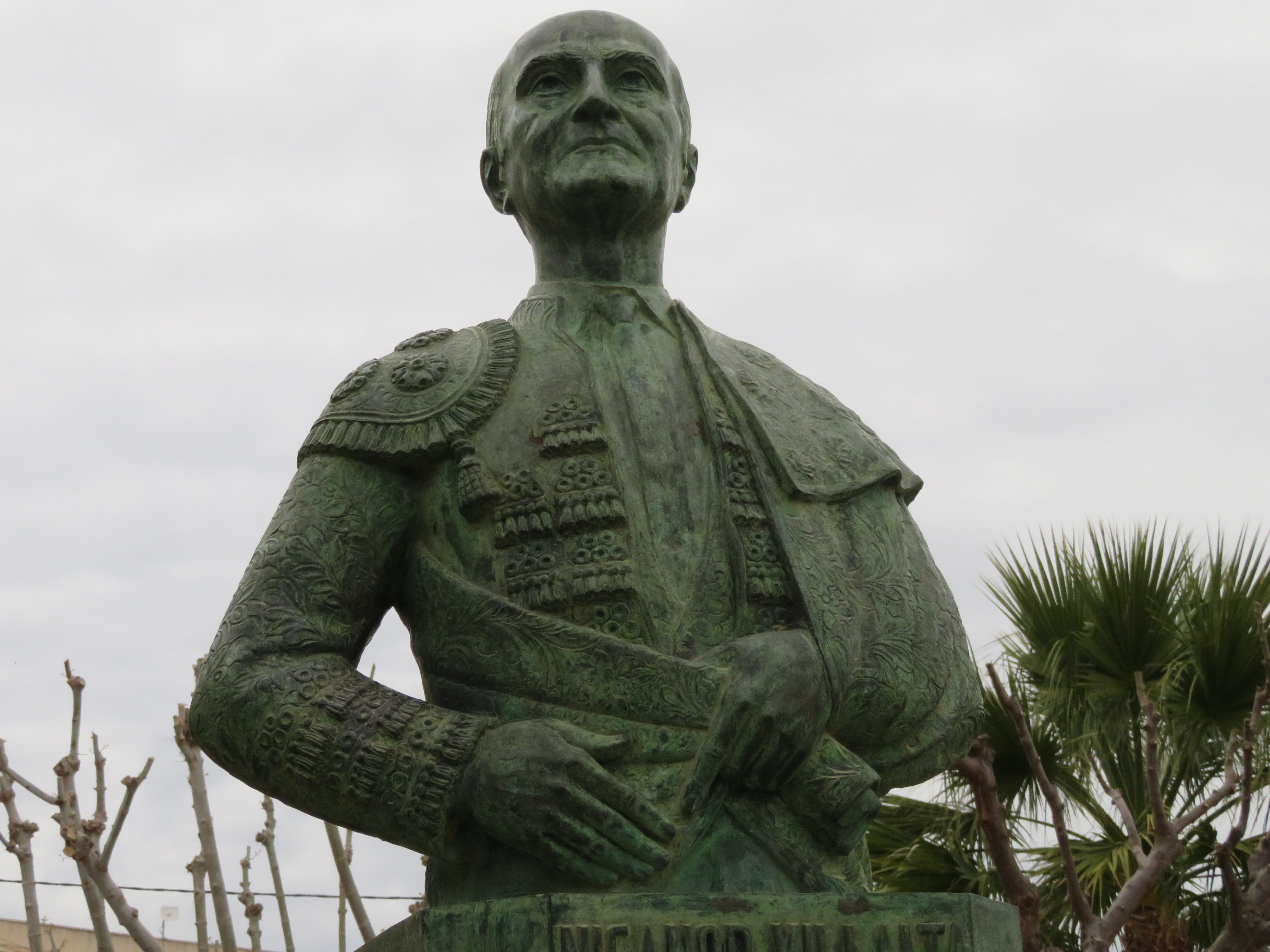
Busto del torero Nicanor Villalta Serrés en los jardines de la Corona de Aragón en Cretas (provincia de Teruel)

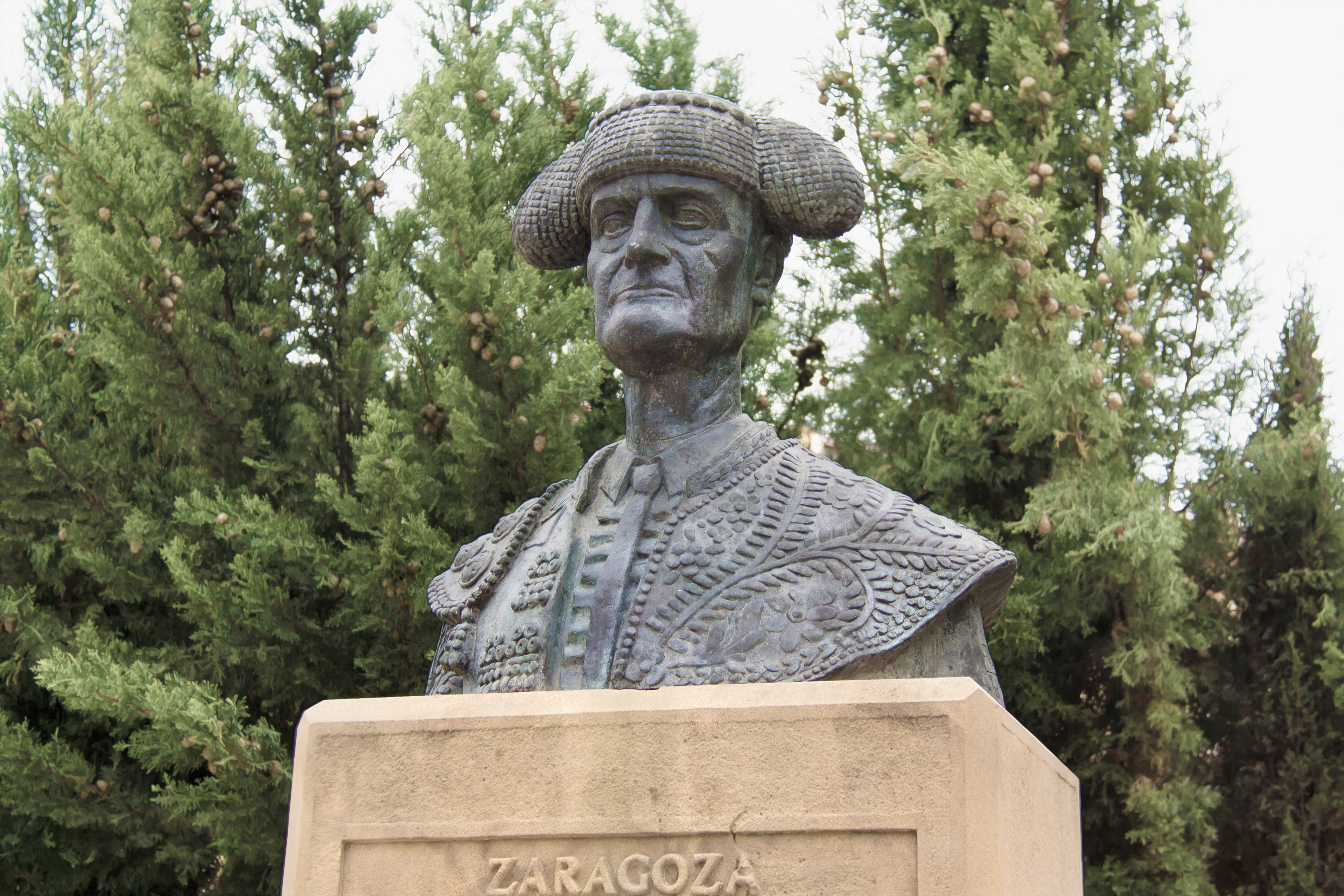
Busto de Nicanor Villalta frente a la plaza de toros de la Misericordia de Zaragoza

Nacido en la localidad turolense de Cretas, era hijo del novillero y banderillero Joaquín Villalta y Odena que, al abandonar su carrera en 1908, marchó a América donde se estableció con su familia.
Nicanor siguió los pasos de su progenitor desde 1918, año en el que toreó en Querétaro, para al año siguiente hacerlo en Zaragoza con toros de la ganadería de Cobaleda. Poco después se presentó en Madrid, cuajando una gran faena el dos de mayo de 1922 con su segundo toro, del hierro de Tovar, que aceleró la toma de su alternativa, celebrada poco después, el seis de agosto de ese mismo año, en la antigua plaza de toros de San Sebastián con un cartel completado por Pablo Lalanda y Marcial Lalanda. Posteriormente, confirmaría su alternativa en Madrid.
El 22 de abril de 1923, actúa como padrino en la alternativa de Enrique Cano Iribarne "Gavira" en la plaza de Cartagena.
El año de 1925 alcanzó a torear en cincuenta y cinco plazas, con grandes actuaciones en Madrid, pero en 1927 sufrió un percance que le afectó el escroto que le obligó a reducir considerablemente el número de corridas aquel año. En 1929 protagonizó la película El suceso de anoche.
A partir de 1934 su rendimiento bajó, toreando solo dieciocho corridas, y un número similar al año siguiente, lo que propició que tomara la decisión de retirarse temporalmente.
Reapareció en septiembre de 1939 tras finalizar la Guerra Civil y se mantuvo en activo hasta 1943, año en que se retiró definitivamente en la Feria del Pilar de Zaragoza, en un festejo celebrado el diecisiete de octubre en el que compartió cartel con Morenito de Talavera y Manolete. Durante esta época llegó a torear alrededor de veinte corridas por temporada y obtuvo notables éxitos en cosos de primera categoría, como Madrid, Barcelona, Sevilla o Valencia.
Fue uno de los toreros que más trofeos cosechó en Las Ventas en Madrid (52 orejas y 3 rabos). Ernest Hemingway, que lo admiraba enormemente, nombró a su hijo John Hadley Nicanor en su honor.